# Kinmarcus
Kinmarcus est un roi légendaire de l’île de Bretagne (actuelle Grande-Bretagne), dont l’« histoire » est rapportée par Geoffroy de Monmouth dans son Historia regum Britanniae (vers 1135).

## Contexte
Ce roi est nommé « Kinmarcus fils de Sisillius » par Geoffroy de Monmouth. il succède à Iago et a comme successeur Gorbodugo i.e Gwrfyw Digu. Rien d'autre n'est précisé sur son règne Le Brut y Brenhinedd le nomme Cynfarch ap Seisyll et certaines versions en font le père de son successeur, Gorbodugo [Gwrfyw Digu].

## Sources
- Geoffroy de Monmouth Histoire des rois de Bretagne, traduit et commenté par Laurence Mathey-Maille, Édition Les belles lettres, coll. « La roue à livres », Paris, 2004,  (ISBN 2-251-33917-5)
- (en) Peter Bartrum, A Welsh classical dictionary: people in history and legend up to about A.D. 1000, Aberystwyth, National Library of Wales, 1993 (ISBN 9780907158738), p. 197  CYNFARCH ap SEISYLL ap GWRWST. (Fictitious). (711-683 B.C.)